# ViuTVsix
ViuTVsix（英語發音：/vjuːtiːviːsɪks/），中文顯示96台ViuTVsix(簡稱96台)，英文顯示ViuTVsix。是香港電視娛樂擁有的一條綜合英語娛樂電視頻道，2017年3月31日啟播，定頻於香港數碼地面電視廣播96頻道，節目以英語廣播為主。

## 歷史

### 開台準備

ViuTVsix開台前的預告畫面

香港電視娛樂根據獲發免費電視牌照時的規定，須於2017年3月31日或以前提供一條綜合英語頻道。
港娛於2016年10月11日舉辦2017年節目發布會，並於10月23日在節目巡禮ViuTV 2017公佈英文台名稱為ViuTVsix，台號為96。據ViuTV新聞稿所述，取名ViuTVsix的原因為「連繫世界上的陌生人，只需要六道橋樑：六，是連繫世界的秘密數字，是無限大的代名詞」。

### 開台前改以高清廣播
2017年1月20日，ViuTVsix在免費電視96號頻道推出靜止預告畫面，確定將於2017年3月31日啟播，值得注意的是此預告畫面分辨率為1080i（當時使用頻寬為2.7Mbit），意味本頻道將改以高清格式播放。根據港娛獲發免費電視牌照時的公布，較中文頻道遲差不多一年啟播的ViuTVsix，原定只以標清格式（576i）廣播，台長魯庭暉於節目巡禮時表示會從技術層面（廣播編碼和壓縮率）解決頻寬問題。
2017年3月27日早上，ViuTVsix開始滾筒播放宣傳片段「ViuTVsix Showreel」至31日凌晨2時作「Signal Test（訊號測試）」，而使用頻寬則已提升至4.7Mbit，每秒幀率為25格。

### 正式啟播
ViuTVsix於2017年3月31日上午7時正式啟播，首個節目為Kylie - Kiss Me Once。
| 3月31日正式啟播當天播映節目 | 3月31日正式啟播當天播映節目      |
| 播出時間                    | 節目名稱                         |
| --------------------------- | -------------------------------- |
| 02:00-07:00                 | ViuTVsix Showreel                |
| 07:00-09:00                 | Kylie - Kiss Me Once             |
| 09:00-13:00                 | 環球財經快遞                     |
| 13:00-14:00                 | 延年益壽好辦法                   |
| 14:00-15:00                 | 玩命百科                         |
| 15:00-16:30                 | Guitar Center Session:Muse       |
| 16:30-17:00                 | 小樹俠湯姆                       |
| 17:00-17:30                 | 翻身阿二                         |
| 17:30-18:00                 | 特种部队：变节者                 |
| 18:00-18:30                 | NHK Newsline                     |
| 18:30-19:00                 | 變形金剛拯救隊                   |
| 19:00-19:30                 | ViuTV News                       |
| 19:30-20:00                 | 玩命百科2                        |
| 20:00-20:30                 | CNN新闻流                        |
| 20:30-21:30                 | 健康未來報告                     |
| 21:30-23:15                 | BBC音樂頒獎禮2016                |
| 23:15-23:45                 | ViuTV News                       |
| 23:45-00:45                 | 延年益壽好辦法                   |
| 00:45-02:00                 | 音乐关怀 - Neil Young            |
| 02:00-09:00                 | ViuTVsix Station Closing（收台） |

## 廣播格式
影像以H.264/MPEG-4 AVC格式編碼，16:9比例輸出畫面。部分採用固網廣播的字幕為高清格式。音效以杜比數碼（AC-3）編碼，並會因應節目而提供環迴立體聲效果。
ViuTVsix與ViuTV、數碼電視頻道81台（翡翠台）原先共同採用因地區而變的多頻網廣播。而根據通訊事務管理局作出的安排，ViuTVsix與數碼地面電視頻道99台ViuTV及81台翡翠台於2021年4月1日起採用亞洲電視停播後騰出的單頻網數碼頻譜與原有的多頻網數碼頻譜進行同步廣播，並於2021年11月30日深夜11時59分起終止原有的多頻網廣播。
ViuTVsix所提供的字幕為標清格式，惟不時會有字幕出現撕裂現象以及字幕缺失的問題（曾出現撕裂現象的字幕下次再次顯示時亦可能會再出現相同的撕裂現象），此問題至今仍未徹底解決，但上述問題於2021年4月起有所改善。而Now TV機頂盒所直播的ViuTVsix為高清字幕，沒有撕裂現象。

## 節目
節目內容以新聞、時事、綜藝、紀實、經典及最新劇集為主。
目前的播放時數大約17小時（09:00至翌日02:00，實際收播時間按節目播放完畢時間而定），因此此頻道是香港數碼電視廣播之中廣播時數最短的電視頻道。ViuTVsix黃金時段跟ViuTV的有點分別。

### 新聞、時事及財經
節目以新聞資訊連接世界為目標，每日有三至四小時新聞內容，包括和路透社合作的自制新闻节目《ViuTV News》（2020年11月30日起由Now新聞部接手製作）和每周播放的《Weekly Re-Viu》，以及每个工作日轉播的半島電視台英語頻道、德國之聲及NHK World-Japan等新闻節目，为观众提供香港及世界各地的要闻大事。另亦有播出美國廣播公司ABC News時事節目《20/20》。该频道在2018年及之前还会在每日转播CNN的新闻节目，唯有关安排已于2019年起取消。
2019年1月7日起，普通話財經節目《24K財經》於港股交易日播出，但此節目已於2020年1月3日播畢。
而當八號或以上熱帶氣旋警告信號生效時，每小時會播出一節由香港天文台製作的英語《風暴消息》。另外，ViuTVsix會直播重要記者會等突發新聞，如2019年10月4日插播禁蒙面法記者會。

### 體育節目
除了定期播放極限運動節目玩命百科（Red Bull Cliptomaniacs）外，還於英格蘭超級足球聯賽、西班牙甲組足球聯賽及NBA時段內每月（NBA則是常規賽及季後賽每週播放至少一場賽事，而總決賽播放所有賽事）一場的賽事精華以及動態（只限NBA）等。
ViuTVsix也曾獨家現場直播（無綫財經 體育 資訊台、HOY TV及HOY國際財經台亦有同樣安排）或與99台ViuTV聯播，甚至與收費頻道Now Sports聯播大型體育賽事。
2016年8月，香港足球總會宣佈Now TV成為香港足球代表隊官方指定播放機構，將直播香港代表隊之主場賽事及部分作客賽事至2018年，當中包括省港盃、亞洲盃外圍賽及所有（主場）國際足球友誼賽賽事，部分賽事ViuTVsix將與Now TV的633台同步播出。

### 綜藝、資訊及紀錄片
設有專為寵物而設的節目《Dog TV》，可與家中愛犬一起分享看電視的樂趣。每年9至12月播出宗教節目《恩雨之聲》，藉著把基督福音的真理傳遞給觀眾。

### 劇集
除了播放一般的外購劇外，更與Now TV及國際頻道HBO合作推出《Now TV Presents：HBO Originals》，是HBO首次於亞洲免費電視頻道推出的品牌時段。

### 動畫、青少年、兒童節目
ViuTVsix每日會播放若干時數的動畫，播放的動畫絕大多數為歐美動畫。

### 音樂
ViuTVsix會在不同的節目時段播放國際大型演唱會以及音樂特輯。

### 電影
逢星期日21:00播放一套電影，以《Theatre 96》名義播出，分別曾以亞洲聯合財務及Regen8呈獻，有時亦會在公眾假期播放電影。2020年7月18日至2020年8月30日，更於逢星期六下午、深夜（星期日凌晨）及星期日下午播放電影，並將該時段命名為《抗疫院線》，大部分電影均是重播電影。

## 台徽及資訊列
台徽一般在右上角顯示。由香港天文台發出的熱帶氣旋警告信號及暴雨警告信號則會在台徽左邊顯示。
2018年7月起，因應通訊局放寬電視節目服務中對間接宣傳的規管，本頻道播放部分劇集及節目時，會在左上角顯示「The following programme contains indirect advertisings（以下節目含有間接宣傳）」的提示。
直播部分體育賽事期間，由於內容提供者可能會在右上角顯示計分牌或其台徽，為避免與本頻道台徽重疊，本頻道台徽會暫時改在左上角顯示，賽事完畢後恢復在右上角顯示。
若有臨時節目調動，會在畫面下方顯示相關消息，通知觀眾調動安排。
若有特別消息，如天文台即將發出八號烈風或暴風信號或港鐵發生緊急事故（班次延誤或列車不停個別車站）等，亦會在畫面下方顯示。
2024年3月4日起，ViuTVsix節目預告取消人聲報幕，並將節目預告時長縮短至5秒。

## 軼事
自開台日起，本台於廣告時間間歇播放的形象宣傳動畫《Hello Hong Kong》，乃戲仿自香港教育電視小學英文科節目的片頭，片段保留過去香港景像（如民航機降落啟德機場，地鐵、九鐵、九巴、中巴、山頂纜車等均為八十年代舊模樣），為香港七八十後市民的集體回憶。
部份節目（例如動畫或電影）在ViuTV播出時如設有粵語配音的話，在此頻道重播時也會提供粵語配音。有微量於此頻道首播的動畫會提供中文字幕、口述影像聲道或粵語配音。另外，在ViuTVsix播放4:3畫面比例節目時，畫面兩側會出現黑邊以維持節目原始比例。
在網絡直播方面，ViuTV的官方網站及應用程式曾長期不提供ViuTVsix的全程直播，也因此ViuTVsix曾經是唯一一個沒有提供官網直播的香港免費電視頻道。唯在播出重要的運動賽事或音樂現場時，ViuTV官網及應用程式則會短暫開放ViuTVsix的網上直播訊號，在有關節目結束後便會關閉直播訊號。2021年7月23日至8月8日在2020東京奧運舉行期間，上述平台罕有提供ViuTVsix的全程直播，收播時亦沒有中斷直播訊號，但在奧運賽事以外時段播出的所有節目於網上的直播訊號均無字幕提供（《ViuTV News》除外，新聞報道通常內置英文字幕）。此安排在同年8月8日晚上約9點後終止，觀眾只能繼續透過電視或Now TV機頂盒收看該台節目。
2024年5月6日，ViuTV官方網站及應用程式正式提供ViuTVsix的全程直播。而除《ViuTV News》提供內嵌英文字幕外，其他節目則只會顯示中文字幕，若節目沒有中文字幕提供，則不顯示字幕。

## 外部連結
- ViuTV官方網頁 （页面存档备份，存于）
- YouTube上的ViuTV頻道
- ViuTV的Facebook專頁
- ViuTV的Instagram帳戶